# Real:Time:Love 2
Real:Time:Love 2 (hangul: 리얼:타임:러브2), es una serie web surcoreana transmitida del 24 de enero del 2020 hasta el 14 de marzo del 2020 a través de VLIVE.
La serie es la segunda temporada del drama web Real:Time:Love.
En el 2020 se anunció que la serie tendría una tercera temporada titulada "Real:Time:Love 3" (hangul: 리얼:타임:러브), la cual sería estrenada el 14 de agosto del mismo año.

## Historia
La serie describe el amor, los crecientes problemas y dolores que los estudiantes de secundaria de 18 años experimentan.
Hong Yeon, es una joven estudiante quien después de romper con su exnovio, Jeong Hae-jin, luego de descubrir que la estaba usando termina atrapada en varios rumores. Finalmente intentando silenciar los rumores Hong Yeon decide comenzar una relación falsa con su amigo desde hace diez años, Moon Ye-chan. Enfrente de los demás se comportan como la pareja más dulce y enamorada, pero cuando están a solas se molestan.
Conforme pasa el tiempo Moon Ye-chan finalmente le revela sus verdaderos sentimientos a Hong Yeon, quien pronto se da cuenta de que está enamora de él y finalmente comienzan una relación.

## Reparto

#### Personajes principales
| Actor                   | Personaje               | N.º de episodios | Notas |
| ----------------------- | ----------------------- | ---------------- | --- |
| Park Shi-young (박시영) | Hong Yeon (홍연역)      | 8                | Es la mejor amiga de Moon Ye-chan, a quien conoce desde que eran pequeños. Luego de pretender que sale con Ye-chan, comienza a tener sentimientos reales por él y comienzan a salir en verdad. |
| Choi Hyun-wook (최현욱) | Moon Ye-chan (문예찬역) | 8                | Es el mejor amigo de Hong Yeon, a quien conoce hace más de 10 años. Ha estado enamorado de ella desde que eran pequeños. Después de ayudar a Hong Yeon y tener que pretender que son novios, finalmente decide revelarle sus sentimientos. Siempre está protegiendo a Hong Yeon, de quienes la lastiman, en especial de Hae-jin Más tarde comienza una relación verdadera con Hong Yeon. |

#### Personajes recurrentes
| Actor                  | Personaje                    | N.º de episodios | Notas |
| ---------------------- | ---------------------------- | ---------------- | --- |
| Lee Eun-soo (이은수)   | Jeong Hae-jin                | -                | Es el exnovio de Hong Yeon, quien la lastimó en el pasado. Gracias a él, Yeon quedó como una mujer que solo estaba buscando hombres. Hae-jin no se lleva bien con Ye-chan, ya que está celoso de su relación con Yeon. A pesar de haber terminado con Hae-jin, aún está enamorado de ella e intenta recuperarla, sin éxito. |
| Heo Won-seo (허원서)   | Lee Dong-hwi (이동휘역)      | -                | Es uno de los compañeros de clases de Hong Yeon, Moon Ye-chan, Jeong Hae-jin y Seo Bona. |
| Park Ji-young (박지영) | Kim Ih-ji, "Izzy" (김이지역) | -                | Es una de las compañeras de clases de Hong Yeon, Moon Ye-chan, Jeong Hae-jin y Seo Bona. Es buena amiga de Hong Yeon y novia de Lee Dong-hwi. |
| Gu Ja-geon             | Woo Hyun (우현역)            | -                | Es uno de los compañeros de clases de Hong Yeon, Moon Ye-chan, Jeong Hae-jin y Seo Bona. |
| 유지연                 | Seo Bona (서보나역)          | -                | Es una de las compañeras de clases de Hong Yeon, Moon Ye-chan y Jeong Hae-jin. Está enamorada de Jeong Hae-jin, por lo que siente celos de Hong Yeon. Es la encargada de crear y esparcir los falsos rumores sobre ella. |
| Kim Gun (김건)         | Hong Gil-dong                | -                | Es el hermano menor (8 años) de Hong Yeon. Estudia en una primaria de Seonbi Force y su pasatiempo es jugar videojuegos con Moon Ye-chan y regañar a su hermana. |

## Episodios
La serie web estuvo conformada por 8 episodios, los cuales fueron emitidos todos los viernes a las 8:00 KST.

## Producción
La serie web también es conocida como Real Time Love Pt.2.
Fue creada por "Wynat Media" con "Why Not Brand Makers x Branchic".
En el 2020 se anunció que la serie tendría una tercera temporada titulada "Real:Time:Love 3" (hangul: 리얼:타임:러브), la cual será estrenada el 14 de agosto del mismo año a las 8:00 KST.